# Kasteel van Limont

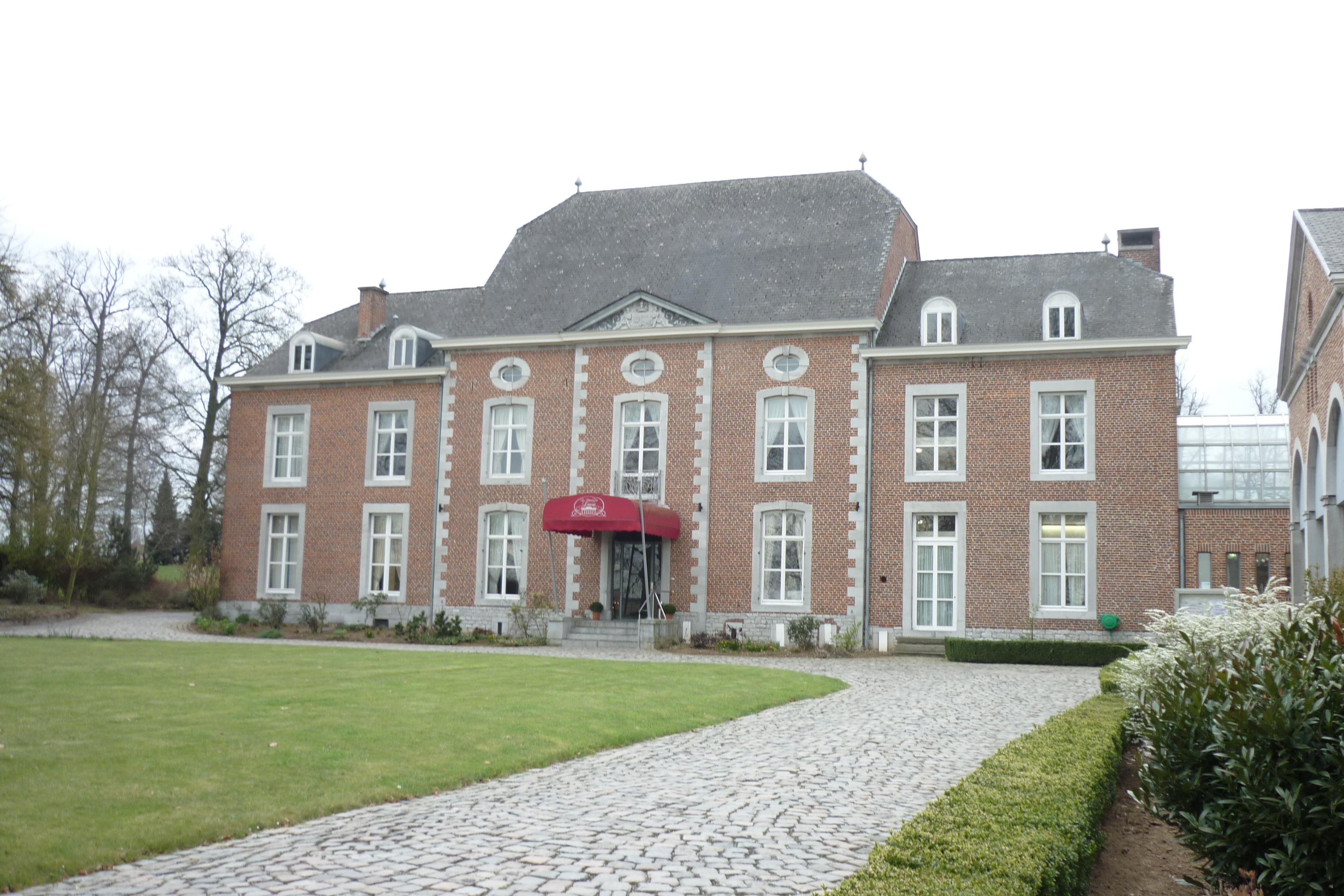
Château de Limont

Het Kasteel van Limont (Frans: Château de Limont) ligt bij het dorp Limont, deelgemeente van Donceel in de provincie Luik in de buurt van Waremme. 
Het kasteel dateert uit de 18e eeuw en werd grotendeels verbouwd in de 19e eeuw. Het werd lange tijd bewoond door de familie Brabant de Limont. In 1993 werd het een hotel en plaats voor feesten en vergaderingen.